# The Calico Dragon
Cet article possède un paronyme, voir Calico.
The Calico Dragon est un court métrage d'animation américain, en couleurs, de la série des Happy Harmonies, réalisé par Rudolf Ising, sorti le 30 mars 1935.

## Fiche technique
- Titre : The Calico Dragon
- Série : Happy Harmonies
- Réalisateur : Rudolf Ising
- Producteur : Hugh Harman, Rudolf Ising
- Production : Harman-Ising Studio
- Distributeur : Metro-Goldwyn-Mayer
- Date de sortie[1] : 30 mars 1935
- Format d'image : Couleur (Technicolor)
- Son : Mono (RCA Sound System[1])
- Musique originale : Scott Bradley
- Durée : 7 min 23
- Langue : (en)
- Pays :  États-Unis

## Commentaires
Ce film est considéré par Russel Merritt and J. B. Kaufman comme une imitation de la Silly Symphony (Disney) Au pays de la berceuse (1933).